# Aeroflot-Flug 343
Der Aeroflot-Flug 343 (Flugnummer: SU343, Funkrufzeichen: AEROFLOT 343) war ein internationaler Linienflug der Aeroflot vom Flughafen Moskau-Scheremetjewo zum Flughafen Lima mit planmäßigen Zwischenstopps auf dem Flughafen Luxemburg-Findel, dem Flughafen Shannon, dem Aeropuerto Internacional José Martí und dem Flughafen Managua. Bei der Zwischenlandung auf dem Flughafen Luxemburg kam am 29. September 1982 die auf diesem Flug eingesetzte Iljuschin Il-62M von der Landebahn ab, wobei unter den 77 Insassen sieben Passagiere starben.

## Maschine
Das Flugzeug war eine 1977 gebaute Iljuschin Il-62M mit der Werknummer 1725234. Die Maschine wurde am 6. April 1977 mit dem Luftfahrzeugkennzeichen CCCP-86470 am 19. April 1977 an die Aeroflot ausgeliefert. Das vierstrahlige Langstrecken-Schmalrumpfflugzeug wurde von vier Turbinenluftstrahtriebwerken vom Typ Solowjow D-30KU angetrieben. Bis zum Zeitpunkt des Unfalls hatte die Maschine eine kumulierte Betriebsleistung von 10.325 Betriebsstunden absolviert.

## Passagiere, Besatzung und Fracht
Den Flug auf dem Flugabschnitt vom Flughafen Moskau-Scheremetjewo zum Flughafen Luxemburg-Findel hatten 66 Passagiere angetreten. Es befand sich eine elfköpfige Besatzung an Bord. An Bord befanden sich außerdem 2.605 kg Post, Fracht und Gepäck.

## Unfallhergang
Der Flug von Moskau nach Luxemburg verlief routinemäßig, die Besatzung führte einen vektorgestützten Nicht-Präzisionsanflug auf die Landebahn 06 des Flughafens Luxemburg-Findel durch. In einer Flughöhe von fünf Metern über der Landebahn und bei einer Fluggeschwindigkeit von 278 km/h fuhren die Piloten die Triebwerke auf eine Leistung von 40 Prozent herunter und aktivierten die Schubumkehr der Triebwerke Nr. 1 und 4. Da die Schubumkehr von Triebwerk Nr. 1 versagte, begann die Maschine nach rechts zu gieren. Die Iljuschin setzte weitere fünf Sekunden später mit einer Geschwindigkeit von 265 km/h auf der Landebahn auf. Die Störklappen wurden aktiviert und die Leistung der Triebwerke Nr. 1 und 4 auf 86 bzw. 80 Prozent erhöht, in der Absicht die Maschine wieder nach der Landebahn auszurichten. Stattdessen verstärkte sich jedoch der Rechtsdrall. Die Maschine kam etwa 1.300 Meter hinter der Landebahnschwelle nach rechts von der Landebahn ab. Sie kollidierte mit dem Gebäude einer Pumpstation in einer Höhe von 1,3 Metern, durchschlug den Maschendrahtzaun der Flughafenumzäunung, schlitterte durch einen kleinen Wald, der mit Bäumen niedriger Höhe bewachsen war und schließlich in einen flachen Graben. Die Iljuschin kam um 20:23 Uhr 2.200 Meter hinter der Landebahnschwelle und 200 Meter rechts der Mittellinie der Landebahn zum Stehen. Ein Brand brach aus und es wurde eine umgehende Evakuierung der Maschine eingeleitet. Sieben Passagiere starben, 26 Personen wurden verletzt.

## Ursache
Als Unfallursache wurde das für die Besatzung plötzliche und unvorhersehbare mechanische Versagen der Schubumkehr von Triebwerk Nr. 1 zum kritischstmöglichen Zeitpunkt während der Landung festgestellt, was dazu geführt hatte, dass die Maschine von der Landebahn abkam.